# Strongylura
Strongylura é um gênero de peixes sul-americanos de água doce.

## Espécies
- Strongylura anastomella (Valenciennes, 1846)
- Strongylura exilis (Girard, 1854)
- Strongylura fluviatilis (Regan, 1903)
- Strongylura hubbsi Collette, 1974
- Strongylura incisa (Valenciennes, 1846)
- Strongylura krefftii (Günther, 1866)
- Strongylura leiura (Bleeker, 1850)
- Strongylura marina (Walbaum, 1792)
- Strongylura notata (Poey, 1860)
  - S. n. forsythia Breder, 1932
  - S. n. notata (Poey, 1860)
- Strongylura scapularis (D. S. Jordan & C. H. Gilbert, 1882)
- Strongylura senegalensis (Valenciennes, 1846)
- Strongylura strongylura (van Hasselt, 1823)
- Strongylura timucu (Walbaum, 1792)
- Strongylura urvillii (Valenciennes, 1846)